# 4833 Meges
4833 Meges eller 1989 AL2 är en trojansk asteroid i Jupiters lagrangepunkt L4. Den upptäcktes 8 januari 1989 av den amerikanska astronomen Carolyn S. Shoemaker vid Palomar-observatoriet. Den är uppkallad efter Mégês Phyleïdês i den grekiska mytologin.
Asteroiden har en diameter på ungefär 80 kilometer.